# Garegnano
Garegnano est un quartier de la ville de Milan en Italie, faisant partie de la division administrative Zone 8.
On y trouve la Chartreuse de Garegnano, fondée par Jean II Visconti.
Le comte Barnaba Oriani (noblesse du royaume d'Italie) y est né.